# Earth (Smile)
Earth è l'unico singolo del gruppo rock britannico Smile.
Il singolo, composto da Tim Staffell nel 1968 e registrato nel giugno 1969 presso i Trident Studios, venne pubblicato esclusivamente negli Stati Uniti d'America dalla Mercury Records statunitense insieme alla b-side Step on Me. Questa seconda canzone era una delle prime composizioni create da Brian May e Staffell, in quanto risalente all'epoca dei 1984.
Tuttavia, il singolo non ottenne il successo sperato, per cui la Mercury decise di non pubblicarlo nel Regno Unito. Staffell, per questo insuccesso, decise di abbandonare gli Smile, entrando a far parte degli Humpy Bong. Roger Taylor e May si unirono poi con Freddie Mercury, cambiando il nome in Queen.

## Formazione
- Tim Staffell - voce, basso
- Brian May - chitarra elettrica, voce secondaria
- Roger Taylor - batteria, voce secondaria